# Eredetmagyarázó monda
A monda műfajának egyik csoportja, epikus alkotás, mely a világ; természeti jelenségek; égitestek; az ember, növények és állatok teremtéséről, tulajdonságaik eredetéről, a tulajdonságok változásainak okáról szól. Műfajilag nincs szorosan megkötve a meghatározás: lehet mese, monda vagy legenda is. Az eredetmagyarázó monda fő ismérve, hogy a cselekmény során az addig ismert világban valami megváltozik! E műfaji összetettség a mese felé közelít.
A legtöbb eredetmagyarázó monda bibliai alapokon nyugvó teremtéstörténet. Apokrif szövegeken, középkori hagyományokon alapszanak, vagy bibliai alapokon magyarázzák az egyes dolgok eredetét, de a kereszténység felvétele előtti világkép határozza meg őket. Olykor eretnek tanokra alapoznak. Egy részük legendának is tekinthető, mivel az újszövetségi alakok a hőseik (Szent Család, Jézus Krisztus, Szent Péter, Szűz Mária). Az ő tevékenységükkel magyarázzák bizonyos emberi vagy természetbeli törvényszerűségek, tulajdonságok létrejöttét vagy megváltozását (a Tisza létrejötte, a légy teremtése például Szent Péterhez kapcsolódik).
Eredetmagyarázó mondának tekinthetők az olyan kisebb prózai szövegek is, melyek műfajilag ugyan nem mondák, mint az állatmesék egy része (kutya-macska barátság eredete stb.) A meséktől az választja el őket, hogy van minden korra érvényes aktualitásuk (pl. régen a búzakalász a földig ért, bosszúból rövidítette meg az Úr).
Az eredetmagyarázó mondák döntő többsége vándormonda, a mondai törvényszerűségek kevésbé igazak rájuk. Egyes mondák kifejezetten gúnyos célzattal jöttek létre (szakáll és bajusz eredete, miért kell az asszonynak mosogatni).
A magyar folklór igen gazdag eredetmagyarázó mondákban, közel kétszáz különböző szövegtípust tartanak nyilván. 